# Wendy Wyland
Wendy Wyland, née le 5 novembre 1964 à Jackson (Mississippi) et morte le 27 septembre 2003 à Rochester (New York), est une plongeuse américaine, médaillée de bronze olympique en 1984.

## Carrière
À l'âge de 14 ans, elle quitte sa ville natale pour aller s’entraîner avec Ron O'Brien à Mission Viejo en Californie.
Elle est médaillée de bronze aux Jeux olympiques d'été de 1984 à Los Angeles derrière la Chinoise Zhou Jihong et l'Américaine Michele Mitchell. Deux ans auparavant, elle est championne du monde en plongeon de haut-vol.
Elle meurt dans son sommeil le 27 septembre 2003 à l'âge de 38 ans. Selon son père, elle est victime de violentes migraines pendant les 22 mois précédant son décès.

## Distinctions
- 2001 : International Swimming Hall of Fame[2],[3]